# Cyprus International 2013
Die Cyprus International 2013 fanden vom 24. bis zum 27. Januar 2013 in Nikosia statt. Das Preisgeld betrug 5.000 US-Dollar. Das Turnier hatte damit ein BWF-Level von 4B. Es war die 25. Auflage dieser internationalen Meisterschaften von Zypern im Badminton.

## Sieger und Platzierte
| Disziplin    | Gold                        | Silber                          | Bronze                                |
| ------------ | --------------------------- | ------------------------------- | ------------------------------------- |
| Herreneinzel | Scott Evans                 | Andrew Smith                    | Kyrylo Leonov                         |
| Herreneinzel | Scott Evans                 | Andrew Smith                    | Rhys Walker                           |
| Dameneinzel  | Linda Zechiri               | Carissa Turner                  | Sabine Devooght                       |
| Dameneinzel  | Linda Zechiri               | Carissa Turner                  | Marie Demy                            |
| Herrendoppel | Joe Morgan Nic Strange      | Sam Parsons Rhys Walker         | Itay Elazar Ziv Nadil                 |
| Herrendoppel | Joe Morgan Nic Strange      | Sam Parsons Rhys Walker         | Patrick Bjerregaard Søren Toft Hansen |
| Damendoppel  | Sarah Thomas Carissa Turner | Maria Avraamidou Stella Knekna  | Elena Christodoulou Stephanie Pinhary |
| Damendoppel  | Sarah Thomas Carissa Turner | Maria Avraamidou Stella Knekna  | Andrea Chrisostomou Anna Pusakova     |
| Mixed        | Oliver Gwilt Sarah Thomas   | Nathan Vervaeke Sabine Devooght | George Nicolaou Elena Christodoulou   |
| Mixed        | Oliver Gwilt Sarah Thomas   | Nathan Vervaeke Sabine Devooght | Elias Nicolaou Stephanie Pinhary      |